# Achada Meio
Achada Meio es una localidad caboverdiana del municipio de Tarrafal.

## Geografía
La localidad está situada en la isla de Santiago.

## Organización territorial
La localidad abarca los lugares y barrios de:
- Achada Cruz
- Chão Diante
- Cutelo
- Fundo Portal
- Maricota
- Ponta Chão Bom
- Ponta Lemba Lemba
- Riba Cutelo
- Tchada Fundão
- Tcham Monteiro